# Bolognina
Bolognina is een plaats (frazione) in de Italiaanse gemeente Perledo.